# گریتر آپر مارلبورو (مریلند)
گریتر آپر مارلبورو (به انگلیسی: Greater Upper Marlboro) یک منطقهٔ مسکونی در ایالات متحده آمریکا است که در مریلند واقع شده‌است. گریتر آپر مارلبورو ۹۷٫۱ کیلومتر مربع مساحت و ۱۸٬۷۲۰ نفر جمعیت دارد.